# 古爾克阿爾卑斯山脈

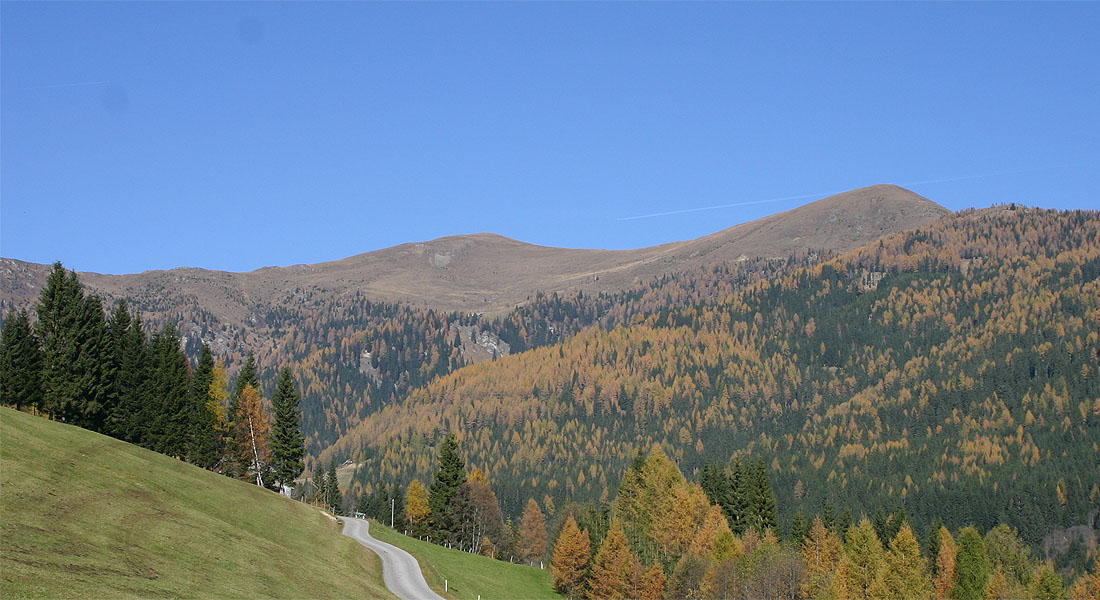

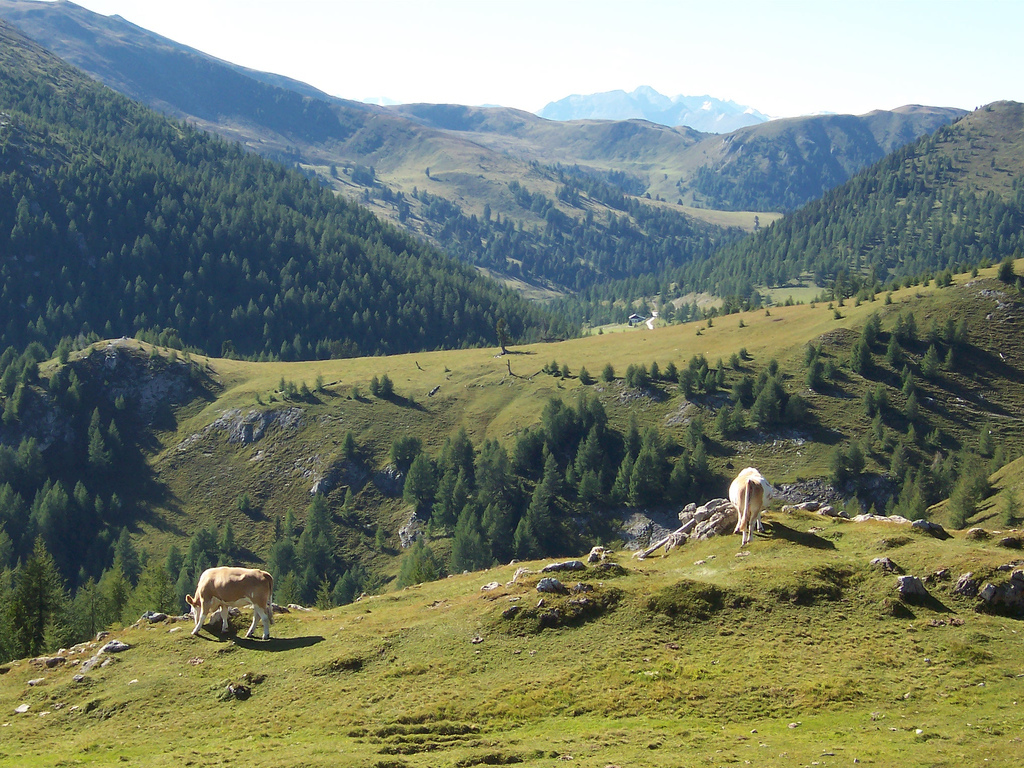

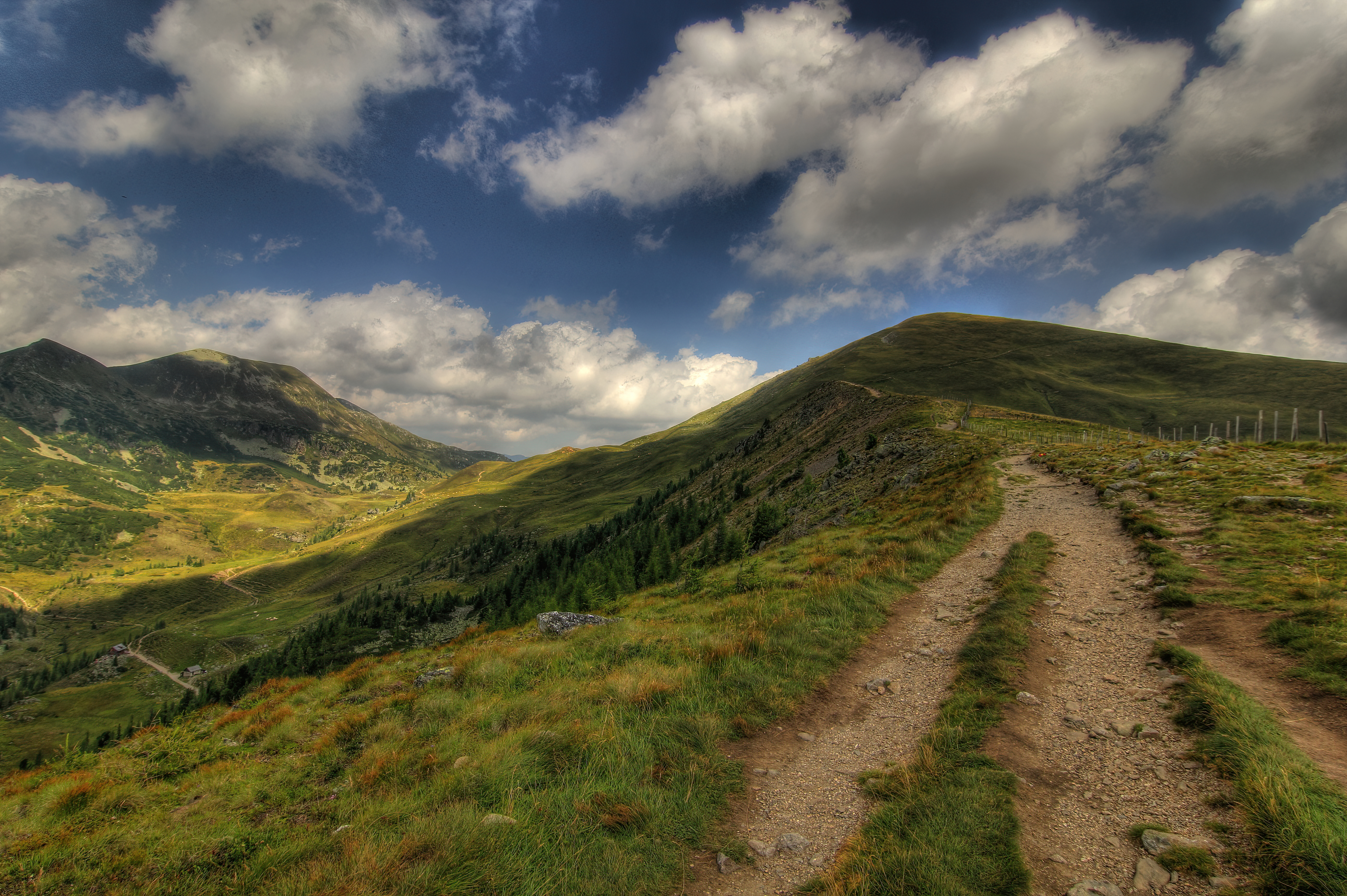

古爾克阿爾卑斯山脈是奧地利的山脈，是中阿爾卑斯山脈的一部分，橫跨克恩頓州、施蒂利亞州和薩爾茨堡州，最高點海拔高度2,441米。

## 外部連結
- http://www.summitpost.org/gurktal-alps-rockberge/153224 （页面存档备份，存于）